# Kristoffer Nordfeldt
Bo Kristoffer Nordfeldt (født d. 23. juni 1989) er en svensk professionel fodboldspiller, som spiller for Allsvenskan-klubben AIK og Sveriges landshold.

## Klubkarriere

### Brommapojkarna
Nordfeldt begyndte sin karriere hos Stockholmklubben IF Brommapojkarna. Han gjorde sin professionelle debut for klubben i 2008, dog han havde været involveret med førsteholdet siden 2006. Fra 2008 sæsonen og frem var han førstevalgsmålmand i klubben.

### Heerenveen
Nordfeldt skiftede i marts 2012 til hollandske SC Heerenveen. Han var førstevalgsmålmand i hele sin tid i klubben, da han spillede mere end 120 kampe på tværs af alle tuneringer for holdet.

### Swansea City
Nordfeldt skiftede  juni 2015 til Swansea City. Hans spilletid i Swansea var meget begrænset, da han var andetvalg bag Łukasz Fabiański i flere sæsoner. Det var først efter Swanseas nedrykning i 2018, at han fik muligheden for at være førstevalgsmålmand i 2018-19 sæsonen.

### Gençlerbirliği
Nordfeldt skiftede i januar 2020 til tyrkiske Gençlerbirliği.

### AIK
Nordfeldt vendte i august 2021 hjem til Sverige, da han skiftede til AIK.

## Landsholdskarriere

### Ungdomslandshold
Nordfeldt har repræsenteret Sverige på flere ungdomsniveauer.

### Seniorlandshold
Nordfeldt debuterede for Sveriges landshold den 22. januar 2011. Han var del af Sveriges trupper til EM i 2020 og til VM i 2018.